# Remys Zwergspitzmaus

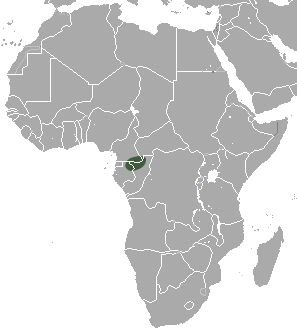
Verbreitungsgebiet von Remys Zwergspitzmaus

Remys Zwergspitzmaus (Suncus remyi) ist ein Vertreter der Gattung Dickschwanzspitzmäuse. Sie ähnelt in ihren genetischen Eigenschaften der Kleineren Zwergspitzmaus (Suncus infinitesimus).
Die Art ist nach dem Biologen Paul A. Rémy benannt, der in Gabun tätig war.

## Merkmale
Mit einer Kopf-Rumpf-Länge von 42 bis 48 mm und einer Schwanzlänge von 17 bis 21 mm zählt die Art zu den kleinsten Spitzmäusen. Ein Exemplar wog 1,8 g, hatte 7 mm lange Hinterfüße und 5 mm lange Ohren. Die in der Nähe vorkommende Kletter-Zwergspitzmaus (Suncus megalura) ist größer und hat einen verhältnismäßig längeren Schwanz. Die Haare des dichten Fells der Oberseite sind an den Wurzeln grau und in den folgenden zwei Dritteln rotbraun. Die Unterseite ist von etwas hellerem Fell bedeckt und am dunkelbraunen Schwanz sind die hinteren 50 bis 20 Prozent nackt. Auf dem vorderen Schwanzbereich kommen kurze Haare vor. Bei Remys Zwergspitzmaus sind die nackten Ohren nicht versteckt. Die Art hat rotbraune Füße, die mit kurzen Krallen ausgerüstet sind.

## Verbreitung und Lebensweise
Diese Spitzmaus ist im Grenzgebiet von Kamerun, Gabun, der Republik Kongo und der Zentralafrikanischen Republik verbreitet. Sie lebt dort in ursprünglichen feuchten Wäldern und in bewaldeten Sumpfgebieten. Drei Weibchen waren mit jeweils einem Embryo trächtig. Bei einem dieser Weibchen stand die Geburt im August vermutlich unmittelbar bevor.

## Bedrohung
Begrenzte Populationen können durch Landschaftsveränderungen bedroht sein. Für den Gesamtbestand sind keine Gefahren bekannt. Bei verschiedenen Studien wurde Remys Zwergspitzmaus sehr selten registriert. Die Art wird aufgrund ihres großen Verbreitungsgebiets von der IUCN als „nicht gefährdet“ (least concern) gelistet.